# 발 냄새
발 냄새는 사람의 발에서 나는 일종의 체취다. 주된 원인은 발에서 나는 땀이다. 땀 자체는 냄새가 없지만 특정 박테리아가 자라서 냄새 나는 물질을 생성한다. 이러한 박테리아는 인체 미생물군의 일부로 사람의 피부에 자연적으로 존재한다. 발의 앞부분에서 가장 많은 땀이 생성된다.